# Gregorio Nardi

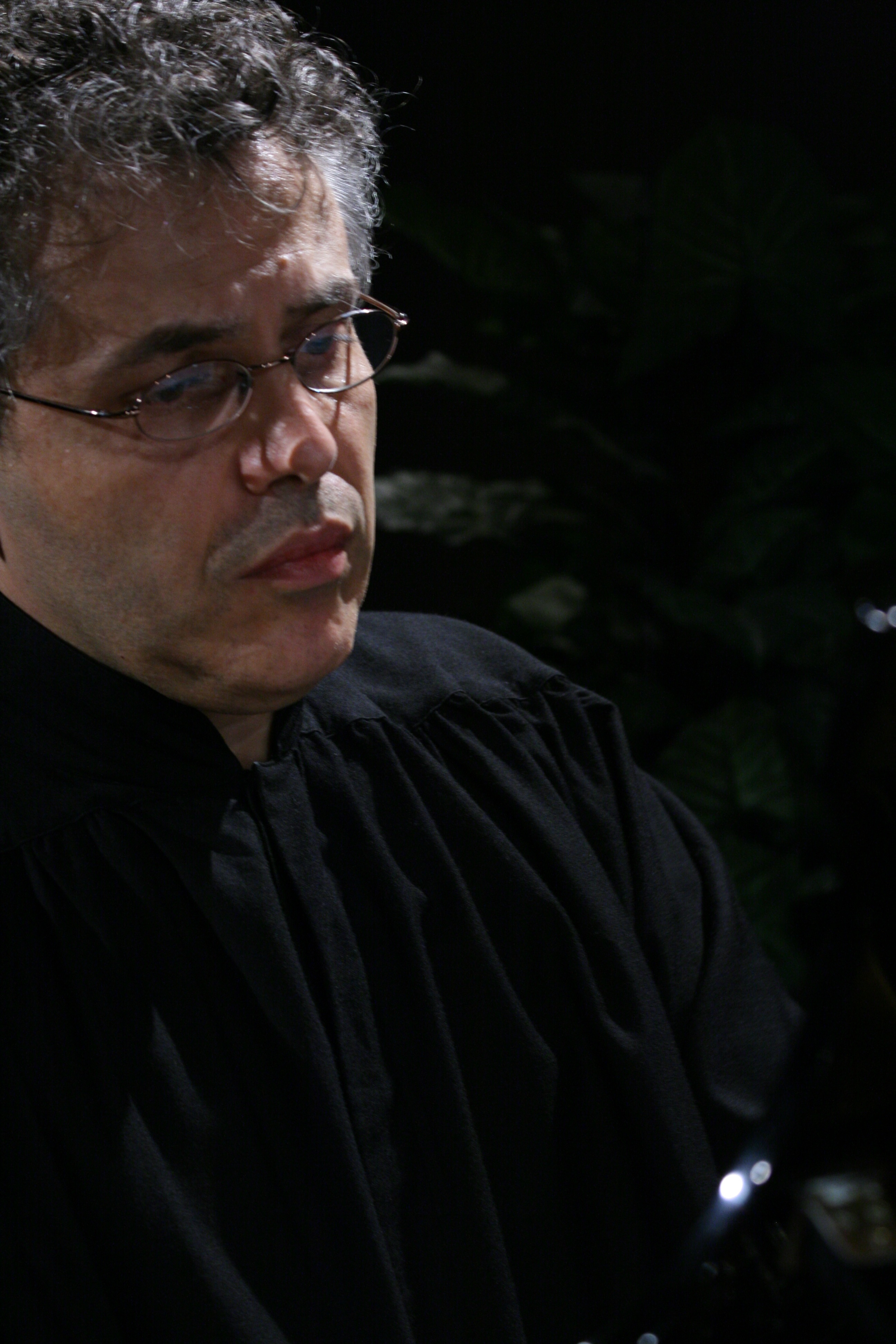
Gregorio Nardi

Gregorio Nardi (* 3. Februar 1964 in Florenz) ist ein italienischer Pianist und Musikwissenschaftler.

## Biografie
Gregorio Nardi stammt aus einer Familie von Künstlern und Schriftstellern. Er lebt und arbeitet in den Räumen, die einst seinem Großvater mütterlicherseits, dem Schriftsteller Piero Bargellini, gehörten und heute dem Publikum als Casa della Memoria (Haus der Erinnerung) zugänglich sind. Bis 1987 waren die Großeltern väterlicherseits, die Pianisten Rio Nardi und Gregoria Gobbi seine Lehrer, ein Klavierduo, das aus den Schulen von Giuseppe Buonamici, Ernesto Consolo und Ferruccio Busoni hervorgegangen ist. Gregorio Nardi war außerdem der letzte Schüler von Wilhelm Kempff, ab 1980.
Seine Karriere begann mit den Preisen, die er bei den internationalen Wettbewerben Artur Rubinstein (Tel Aviv 1983) und International Franz Liszt Piano Competition (Utrecht 1986) gewonnen hat, und erstreckte seine Konzerttätigkeit auf vier Kontinente. Er hat zusammengearbeitet mit Sängern wie Suzanne Danco, Marianne Pousseur, Elena Zaremba, Roberto Abbondanza, Mark Padmore und Leonardo Wolovsky, mit Musikwissenschaftlern (Aloma Bardi, Luigi Pestalozza, Gianfranco Vinay), mit Tänzern und Schauspielern (Carla Fracci, Italo Dall’Orto, Lina Sastri, Ferruccio Soleri, Vladimir Vassiliev), mit Geigern (Ilya Grubert, Günter Pichler, Tamsin Waley-Cohen, Renato Zanettovich), Flötisten (Michele Marasco), Perkussionisten (Jonathan Faralli).
Gregorio Nardi hat mit Orchestern in verschiedenen Ländern gespielt (Jerusalem Symphony Orchestra, Orchestra Sinfonica di Sanremo, Nederlands Philharmonisch Orkest, Noordelijk Filarmonisch Orkest, Het Gelders Orkest, Frysk Orkest, Limburgs Symphonie Orkest, OSS, Orchestre de la RTL, Deutsche Kammerakademie Neuss, Brandenburger Symphoniker, Leeds Youth Symphony Orchestra, Orchestre de Saintes, Orchestra Academia Szczecin, National Academic Orchestra of Bucarest). Er hat sich außerdem mit der Aufführungspraxis originaler Instrumente beschäftigt und ist mehrmals von Philippe Herreweghe nach Frankreich und Italien eingeladen worden.
Seine erste Einspielung – Réminiscences des Puritains von Liszt – wurde von J. Methuen-Campbell unter die besten des Jahres gewählt (Gramophone, 1990). In der Folgezeit hat Nardi zwei weitere CDs mit Musik von Liszt eingespielt – Composizioni religiose und Vom Tode – wie auch, als Erstaufnahmen, zahlreiche unveröffentlichte Stücke des jungen Robert Schumann, von Ferdinand Hummel, Arnold Schönberg und italienischen Komponisten des 20. Jahrhunderts.
Seit 1992 ist er auch als Musikkritiker tätig, zunächst für die Schallplatten-Zeitschrift CD Classica. Es folgten Rezensionen und Artikel zur Geschichte der pianistischen Interpretation, vor allem in der Monatszeitschrift Musica, und über die Geschichte jüdischer Komponisten (The Orel Foundation). Er hat Meisterklassen und Universitätsvorlesungen gehalten (in Italien und Israel), Vorlesungen über Busoni und seine Schüler (École Normale de Musique de Paris, 1994), und über Schumann und die Romantik (Scuola Normale Superiore, Pisa 2000 und 2001), Vortragskonzerte zu Alberto Savinio (Internationaler Kongress Düsseldorf 2001, Lenbachhaus München 2002, Kunstmuseum Winterthur 2008), Vorträge über Arnold Böcklin und die Musik (Internationales Symposium, Basel 2001), über Charles Ives (Syracuse University Florenz 2004, École Normale Paris 2005) und über die Brahms-Interpretation (Université Paris8 2004).
Ab 1994, für mehr als zehn Jahre, war Gregorio Nardi künstlerischer Direktor der Associazione Musicale di Santa Cecilia a Crevole (Siena). Er arbeitet seit der Gründung zusammen mit ICAMus (The International Center for American Music) in einer Serie von Projekten zur Verbreitung der klassischen amerikanischen Musik. Er ist Mitgründer und künstlerischer Direktor von FLAMEnsemble, einer Gruppe von 22 Solisten für zeitgenössische Musik, wie auch des Florence Chamber Music Festival, das in den bisherigen drei Folgen monografische Konzerte mit Musik von Elliott Carter, Klaus Huber, George Crumb, Salvatore Sciarrino, Henri Pousseur, György Kurtág und György Ligeti, John Cage; veranstaltet hat, unter Mitwirkung von Interpreten wie Klaus Huber e Younghi Pagh-Paan, Ursula und Heinz Holliger, Marianne Pousseur und Salvatore Sciarrino.

## Repertoire
Die Suche nach neuen, unveröffentlichten und unbekannten Stücken hat einen hohen Stellenwert im Schaffen von Gregorio Nardi. Großes Interesse haben beispielsweise seine panoramahaften Programme mit Stücken jüdischer Komponisten aus zwei Jahrhunderten geweckt, wie auch seine Aufführungen einiger seltener Meisterwerke der frühen Romantik (Charles Valentin Alkan, Juan Crisóstomo de Arriaga, Ignaz Moscheles, George Frederick Pinto, Jan Václav Voříšek, Carl Maria von Weber …).
Zahlreiche Werke wurden von ihm zur Uraufführung gebracht: die erste Version der Concord-Sonate von Charles Ives, 2 Kanons und das Klavierstück Frei nach Schumann von Johannes Brahms, 12 Stücke von Hans Rott, drei Etüden und drei Preludien und Fuge von Busoni, die 17 Fragmente von Schönberg, unveröffentlichte Stücke von Alberto Savinio, 2 Intermezzi aus dem Ulisse von Luigi Dallapiccola in der Transkription von Franco Donatoni. 2003 hat Nardi erstmals alle 18 Lieder aus dem Song-Book von George Gershwin aufgeführt, in der Gesangsversion und in der solistischen Fassung, beide rekonstruiert mit Hilfe von Dokumenten und den Aufnahmen von Gershwin. Einige zeitgenössische Autoren haben für Nardi geschrieben, darunter Luciano Berio, Henri Pousseur, Roman Vlad, Gwyn Pritchard, Andrea Cavallari.
Grundlegend sind seine Forschungen zu unveröffentlichten Klavierwerken von Robert Schumann, die vor allem die frühe Schaffenszeit betreffen. Auf der Basis der Original-Manuskripte hat Nardi zahlreiche Stücke Schumanns uraufgeführt: Fantaisies et Finale, Variations Pathétiques, Variationen über ein Thema von Ignaz Freiherr von Fricken, 6 unveröffentlichte Variationen über ein Thema von Beethoven, Variation zum Preziosamarsch (Weber), Variationen zum Glöckchenthema (Paganini), Sehnsuchtswalzervariationen (Schubert), 6 Fugen, 5 Kanons, 6 Walzer, 5 Papillotten, 2 Burle, Je ne suis q’un songe, Scènes Mignonnes, Capriccio, Ecossaise, Notturnino, Ballo, Burla, Fantaisie sovra un tema di quattro note; und schließlich die ersten unveröffentlichten Versionen von Quasi Variazioni, Sonate in g-moll, Papillons, Abegg-Variationen, Phantasiestücke Op. 111.

## Aufnahmen
Percorsi nel recital, Visioni oltre il repertorio, Vol. 4 – Richard Wagner Elsa's Brautgang (Liszt), Im Treibhaus (Stradal), Pilgerchor (Godowsky), Gesang der Rheintöchter (Klindworth), Siegmund's Liebesgesang (Tausig), Schmerzen (Stradal), Tristan und Isolde (Jaëll), Parsifal (Buonamici), Gebet der Elisabeth (Godowsky), Albumblatt, Ankunft bei den Schwarzen Schwänen, Album-Sonate, Elegie, Elsa's Traum (Liszt) [Cd + Dvd Limenmusic CDVD025C025]
Percorsi nel recital, Visioni oltre il repertorio, Vol. 3 – Beethoven Backstage Ludwig van Beethoven: 6 Bagatelle op. 126 – Klavierstücke e frammenti degli anni 1783–1800 – Quattro intermezzi per la Sonata in do min. op.10 n. 1 (1796–1799) – Frammenti, Klavierstücke e un'Anglaise del quaderno BH 114 (1793–94) – Frammenti e composizioni degli anni 1802–1810 – Klavierstücke e frammenti degli anni 1818–1827 [Cd + Dvd LimenMusic CDVD038C038]
Percorsi nel recital, Visioni oltre il repertorio, Vol. 2 Franz Liszt: Fantasie und Fuge über das Thema B-A-C-H – Praeludium "Weinen, Klagen, Sorgen, Zagen" – Fréderéric Chopin: Ballade n. 1, op. 23 – Prelude op. 45 – Robert Schumann: Variationen über ein Thema von Ignaz Ferdinand Freiherr von Fricken – Ludwig van Beethoven: Praeludium – Sonata op. 110 [Cd + Dvd LimenMusic CDVD024C024]
Percorsi nel recital, Visioni oltre il repertorio, Vol. 1 Luigi Cherubini : Capriccio, ou Etude pour le fortepiano – Franz Joseph Haydn : Capriccio Hob. XVII/1 – Sonata in Fa minore Hob. XVII/6 (Andante con Variazioni – Variationen über die Hymne 'Gott erhalte') [Cd + Dvd LimenMusic CDVD012C012]
Nächtliche Stimmen (Voci Notturne), Melodramen e Lieder- con Claudia Marie-Thérèse Hasslinger (mezzosoprano e voce recitante). EMA Records 40012
Löffelholz-Lieder con il Baritono Leonardo Wolovsky. Lupi: Cinque canti trovadorici; Castelnuovo-Tedesco: Three sephardic songs; G. Nardi: Löffelholz-Lieder; Ibert: Chansons de Don Quichotte; Berg: Nun ich der Riesen; P. R. Nardi: Due melodie; Ives: Ich grolle nicht; Zangelmi: Die Brücke; Schönberg: Abschied. [Phoenix 00616]
Franz Liszt: Vom Tode su commissione della Heinrich-Heine-Universität-Düsseldorf. Erlkönig; Vom Tode; Funérailles; Chasse-Neige; Sunt Lacrymae rerum; Aux Cypres de la Villa d’Este I; Csárdás macabre; La lugubre Gondola I e II; Rapsodia Ungherese n. 17; Trauervorspiel und Trauermarsch. [Phoenix PH 99521]
Robert Schumann: Papillotten Schumann: 6 Walzer; Papillons Musicals; 5 canoni; 2 Burle; Papillons inediti; 5 Papillotten; Je ne suis q’un songe; Intermezzi op. 4; Papillons n. 2. Brahms: Frei nach Schumann; Papillon; Kreis-Kanon; Kanon. [Phoenix PH 05001]
Robert Schumann: Variations Pathétiques Variationen über ein Thema von Beethoven; Variations sur un Notturno de Chopin; Variationen zum Preziosamarsch (Weber); Variations Pathétiques; Variationen zum Glökchenthema (Paganini); Sehnsuchtswalzervariationen (Schubert); Sonata op. 22. [Phoenix PH 99522]
Robert Schumann: Fantaisies et Finales Fantaisies et Finale; Quasi Variazioni (prima versione); Impromptus op. 5 (prima versione). [Phoenix PH 98401]
Arnold Schönberg: 17 frammenti – Anton Webern: 5 composizioni Schönberg: 3 Klavierstücke, 17 Fragmente. Webern: Satz, Sonatensatz, Kinderstück, Klavierstück, Variationen op. 27. [Phoenix PH 99505]
Ferenc Liszt: le composizioni religiose per pianoforte 1 Invocation; Litanei; Variationen über das Thema Weinen, Klagen; Osterhymne; Via Crucis. [Phoenix PH 97312]
Ferenc Liszt: Réminiscences des Puritains, first recording, and other rare piano works Réminiscences des Puritains; Phantasie und Fuge über das Thema BACH; Variationen über das Thema Weinen, Klagen, Sorgen, Zagen; Berceuse. [Dynamic CDS 58]